# عدنان عمران
عدنان عمران (مواليد 1934) هو دبلوماسي وسياسي سوري شغل منصب وزير الإعلام في الفترة من 2000 إلى 2003.

## النشأة والتعليم
ولد عمران في عام 1934. حاصل على درجة البكالوريوس في القانون العام الذي حصل عليه من جامعة دمشق عام 1956. ثم حصل على دبلوم في القانون السوري الخاص. كما حصل على دبلوم في الدراسات الدبلوماسية والقانون الدولي من جامعة كولومبيا في مدينة نيويورك في عام 1964.

## المسيرة المهنية
بعد التخرج بدأ عمران بالعمل كعضو في البعثة الدائمة لسوريا لدى الأمم المتحدة في عام 1964. بعد ذلك بعامين تم تعيينه كأول سكرتير للسفارة السورية في موسكو. انتهت فترة ولايته في عام 1968 وشغل منصب قنصل عام للجمهورية العربية السورية في برلين حتى عام 1970. ثم تم تعيينه مدير إدارة المنظمات الدولية والمكاتب الخاصة في وزارة الخارجية السورية. خدم هناك حتى عام 1974. ثم تم تعيينه سفيرا سوريا في المملكة المتحدة ثم إلى السويد في الفترة من 1974 إلى 1980.
بدأ عمران في تولي مناصب سياسية في عام 1980. كان أول منصب سياسي له هو الأمين العام المساعد للشؤون السياسية والذي استمر فيه حتى عام 1996. مثل سوريا وجامعة الدول العربية في مختلف المؤتمرات الدولية وكذلك في لجان الأمم المتحدة. كما شغل منصب الأمين العام المساعد لجامعة الدول العربية خلال هذه الفترة. في عام 1996 عين عمران نائبا لوزير الخارجية وعمل في هذا المنصب حتى عام 1998. كان عضوا في اللجنة المركزية لحزب البعث في عام 2000.
عين وزيرا للمعلومات في 14 مارس 2000 إلى مجلس الوزراء برئاسة رئيس الوزراء محمد مصطفى ميرو تحت حكم حافظ الأسد. حل عمران محل محمد سلمان كوزير للإعلام. أثار تعيين عمران الآمال في أن تمنح وسائل الإعلام السورية مزيدا من الحرية. ومع ذلك في 29 يناير 2001 قال عمران أن مصطلح المجتمع المدني تم تطويره من قبل الولايات المتحدة والتي تم تعديل معناها من قبل جماعات المعارضة في سوريا في محاولة لتشكيل الأحزاب السياسية. واصل منصب وزير الإعلام بعد أول تعديل وزاري من قبل بشار الأسد عندما أصبح رئيسا. في سبتمبر 2003 استقال ميرو من منصبه وشكل محمد ناجي العطاري حكومة جديدة. تم استبدال عمران بأحمد حسن كوزير للإعلام في 10 سبتمبر 2003.
عين عمران كعضو في لجنة رعاة المنظمة الأنجلو-عربية في يناير 2003.